# Stebro
Canadian Stebro Racing est une écurie de Formule 1 canadienne qui a engagé la Stebro Mk IV, une monoplace à moteur Ford à quatre cylindres en ligne, conçue par John Stevens et pilotée par le canadien Peter Broeker en 1963.

## Historique
Stebro Systems est une entreprise créée en 1956, au Canada, qui fournit des pièces de rechange pour les voitures sportives et les voitures de course. Au début des années 1960, la société finance la construction d'un châssis de Formule Junior destiné à courir au Canada.
En 1963, Stebro convainc les organisateurs du Grand Prix des États-Unis, à Watkins Glen, d'aligner un châssis Stebro 4 mû par un bloc Ford à quatre cyclindres en ligne. Peter Broeker cherche un second pilote pour le soutenir dans l'aventure. Privilégieant un Canadien, il choisit Ernie de Vos, champion du Canada de Formule Junior 1963 avec cinq victoires et une seconde place en 7 courses. La seconde Stebro n'étant pas prête à temps et Ernie déclare forfait pour ce Grand Prix,. 
Broeker réalise le vingt-et-unième temps des qualifications, en 1 min 28 s 6, à 15,2 secondes de la pole position de Graham Hill. Il termine la course septième, à 22 tours du vainqueur Graham Hill.
Parallèlement à cet engagement, l'écurie participe aussi aux championnats de Formule Junior et de Formule Libre.

## Résultats en championnat du monde de Formule 1
| Saison | Écurie                 | Châssis      | Moteur                    | Pneus  | Grands Prix disputés | Pilotes                    | Points inscrits | Classement |
| ------ | ---------------------- | ------------ | ------------------------- | ------ | -------------------- | -------------------------- | --------------- | ---------- |
| 1963   | Canadian Stebro Racing | Stebro Mk IV | Ford 4 cylindres en ligne | Dunlop | États-Unis           | Peter Broeker Ernie de Vos | 0               | Non classé |

| Saison | Écurie                 | Châssis      | Moteur                    | Pneumatiques | Pilotes       | Courses | Courses | Courses | Courses | Courses | Courses | Courses | Courses | Courses | Courses | Points inscrits | Classement |
| Saison | Écurie                 | Châssis      | Moteur                    | Pneumatiques | Pilotes       | 1       | 2       | 3       | 4       | 5       | 6       | 7       | 8       | 9       | 10      | Points inscrits | Classement |
| ------ | ---------------------- | ------------ | ------------------------- | ------------ | ------------- | ------- | ------- | ------- | ------- | ------- | ------- | ------- | ------- | ------- | ------- | --------------- | ---------- |
| 1963   | Canadian Stebro Racing | Stebro Mk IV | Ford 4 cylindres en ligne | Dunlop       |               | MON     | BEL     | P-B     | FRA     | GBR     | ALL     | ITA     | USA     | MEX     | AFS     | 0               | Non classé |
| 1963   | Canadian Stebro Racing | Stebro Mk IV | Ford 4 cylindres en ligne | Dunlop       | Peter Broeker |         |         |         |         |         |         |         | 7e      |         |         | 0               | Non classé |
| 1963   | Canadian Stebro Racing | Stebro Mk IV | Ford 4 cylindres en ligne | Dunlop       | Ernie de Vos  |         |         |         |         |         |         |         | Forf    |         |         | 0               | Non classé |

Légende : ici